# Miguel Iguaran
Miguel Iguaran Arandia (Azcoitia, Guipúzcoa, 3 de septiembre de 1937) es un exfutbolista español que se desempeñaba como centrocampista.

## Biografía
Es hermano del que también fuera jugador de fútbol Pedro María Iguaran, quien jugaba en la posición de defensa.

## Clubes
| Liga                       | Club                | País   | Año       | Partidos | Goles |
| -------------------------- | ------------------- | ------ | --------- | -------- | ----- |
| Segunda División de España | SD Eibar            | España | 1957-1958 | 14       | 1     |
| Primera División de España | Real Oviedo         | España | 1959-1960 | 28       | 0     |
| Primera División de España | Real Oviedo         | España | 1960-1961 | 27       | 1     |
| Primera División de España | Real Oviedo         | España | 1961-1962 | 28       | 1     |
| Primera División de España | Real Oviedo         | España | 1962-1963 | 26       | 5     |
| Primera División de España | Real Oviedo         | España | 1963-1964 | 18       | 0     |
| Primera División de España | Real Oviedo         | España | 1964-1965 | 15       | 0     |
| Primera División de España | RCD Mallorca        | España | 1965-1966 | 28       | 0     |
| Segunda División de España | UE Lleida           | España | 1966-1967 | 7        | 0     |
| Segunda División de España | Jerez Industrial CF | España | 1968-1969 | 7        | 0     |